# 馬公水上警察官吏派出所
馬公水上警察官吏派出所，是位於台灣澎湖縣馬公市的一處衙署建築，當前登錄為澎湖縣歷史建築。

## 歷史

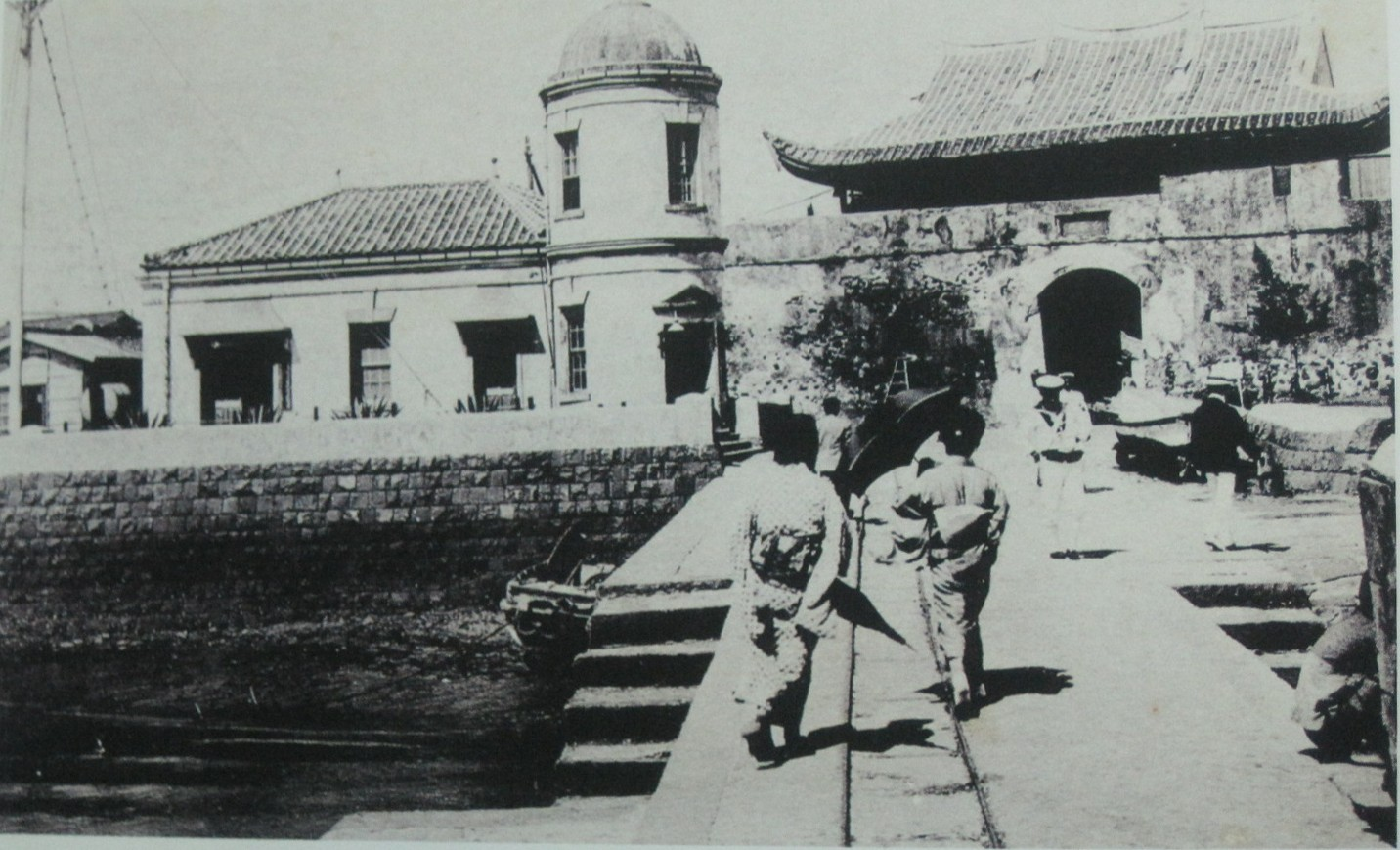
日治初期的為第二代建築（左側圓塔建築），後因建築物的木構體不敵蟻害及氣候潮濕，使建物嚴重而改建。

### 日治時期
明治28年（1895年），日軍攻佔澎湖後，臺灣總督府於澎湖馬公設置水上警察署，並負責水上警務取締；翌年警察署下設有水上警察分署於媽宮城南町，並在明治31年（1898年）正式為「水上警察官吏派出所」。大正15年（1926年）6月，澎湖廳自高雄州分離，警務課則在澎湖地區設馬公、望安二支廳，支廳長為警部，下設監視區，區長則由巡查部長擔任，並由23個警察官吏派出所分別管理，因此水上警察署前後曾隸屬於澎湖廳、澎湖郡或馬公支廳管轄，但基本上其制度未有太大的變動。水上警察官吏派出所所執掌的工作範圍，除了包含警備、警邏及船舶臨檢之外，該所還擁有一艘小蒸汽發動的汽船，能夠在馬公港區進行巡邏及海上臨檢的工作。管轄區域則為馬公港區域及澎湖列島一周，另外有小案山、虎井嶼、桶盤嶼等地區。
昭和六年（1931）4月24日，澎湖廳長大竹勇發表「式辭」、馬公街長三浦光次發表「祝詞」後共同主持警察官吏派出所第三代廳舍的落成典禮，昭和12年（1937年）管轄馬公市南區部分的「馬公南警察官吏派出所」（今啟明派出所）與水上派出所使用同棟廳舍廳舍辦公。

### 戰後至今
第二次世界大戰結束後3月馬公警察所改為分局，水上警察官吏派出所改為港口分駐所，其中在民國40年代（1950年代）則另作為警務宿舍使用，民國56年（1967）港口分駐所裁撤，員警併入啟明派出所編制，1970年代之後，該處週遭成為南甲漁民出海捕魚的交易場所，同時也是漁民眷屬等待漁船返航或休憩的空間，建築物後則長期閒置致使遭受損。
2005年，澎湖縣政府警察局相關單位著手修建建築修復工程，並在同年11月完竣，後在行政院文化建設委員會指導補助經費後，則作為澎湖警察文物館開放參觀，2018年，警察文物館將警察官吏派出所廳舍歸還予澎湖縣政府文化局使用，並移往五德人力訓練中心展示
，2019年，警察官吏派出所廳舍則作為「澎湖水下考古工作站」之清朝澎湖水師館，再度開放民眾參觀。

## 建築設計
當前尚存的水上警察官吏派出所廳舍為昭和5年（1930年）完工的第三代建築，外觀為簡化的現代主義建築，建築物格局平面採L型配置，中央棟為二層樓高，能夠觀望港口情況的觀測空間。兩翼部分則為一層之磚造建築。中央主入口處採切角處理，且利用洗石子的裝修線條，營造出石造立面的粗獷之感。並於正立面設計西方古典語彙的泥塑裝飾。與二樓長方形開窗形成協調的整體立面外觀，另外西側區域則設有二戰建造之防空洞。

## 外部連結
- 馬公水上警察官吏派出所 - 澎湖知識服務平台 （页面存档备份，存于）
- 馬公水上警察官吏派出所  -文化部iCulture-文化空間 （页面存档备份，存于）